# Шанхай Цзядин
«Шанхай Цзядин» (кит. упр. 上海嘉定) — китайский футбольный клуб из города Шанхай, выступающий в третьем дивизионе Китая по футболу. Является одним из самых удачных проектов в любительском футболе. В 2014 году команда дошла до финальной стадии розыгрыша любительской лиги, зона Восток. Кроме того, в этом же году клуб выиграл местный дивизион. Домашним стадионом команды является Спортивный центр Цзядина. Из-за спонсорских причин, в названии клуба используется Цзядин(嘉定) или название компании-спонсора.

## История
В розыгрыше Кубка КФА 2015 года клубу удалось выйти в первый раунд, однако после ничьей с «Циндао Куньпэн» в основное время 0-0 в серии пенальти команда уступила со счётом 4-5.